# Jászberényi KSE
O Jászberény Kosárlabda Sportegyesület é um clube profissional de basquetebol situado na cidade de Jászberény, Jász-Nagykun-Szolnok, Hungria que disputa atualmente a NB I/B (Hungria). Foi fundado em 2001 e manda seus jogos na Belvárosi Ált. Isk. Sportcsarnok com 1.673 espectadores.

## Temporada por Temporada
| Temporada | Nível | Liga    | Pos.                 | Pós Temporada        |
| --------- | ----- | ------- | -------------------- | -------------------- |
| 2010–11   | 2     | 2ª Div. | 1                    | Promovidocampeão     |
| 2011–12   | 1     | MKNB    | 13                   |                      |
| 2012–13   | 1     | MKNB    | 5                    | Quartas de finais    |
| 2013–14   | 1     | MKNB    | 10                   |                      |
| 2014-15   | 1     | MKNB    | 11                   |                      |
| 2015-16   | 1     | MKNB    | 11                   |                      |
| 2016-17   | 1     | MKNB    | 12                   |                      |
| 2017-18   | 1     | MKNB    | 12                   |                      |
| 2018-19   | 1     | MKNB    | 5                    | Quartas de finais    |
| 2019-20   | 1     | NB I/A  | Pandemia de COVID-19 | Pandemia de COVID-19 |
| 2020-21   | 1     | NB I/A  | 14º                  | Rebaixado            |
| 2021-22   | 2     | NB I/B  | 2º                   | Finalista            |
| 2022-23   | 2     | NB I/B  | 6º                   |                      |
| 2023-24   | 2     | NB I/B  | 9º                   |                      |
| 2024-25   | 2     | NB I/B  | 11º                  |                      |

fonte:eurobasket.com

## Honras

### Competições Domésticas
Liga Húngara (segunda divisão)
Campeão (1):2010-11